# Остафійчук Григорій Володимирович
Григорій Володимирович Остафійчук  (1 квітня 1971, м. Харків) — генерал-майор, начальник Головного слідчого управління Служби безпеки України (до 31 травня 2019 року), також уславився як вчений-юрист. 

## Життєпис
Народився 1 квітня 1971 року у м. Харків. 
У 1997 році закінчив юридичний факультет Київського університету внутрішніх справ та здобув кваліфікацію юриста.
З 31 липня 1997 р. по 1 червня 2001 р. – викладач кафедри кримінального процесу Харківського Університету внутрішніх справ.
З 14 травня 2007 по 9 березня 2011 року обіймав посаду заступника прокурора Києва (в 2008 році порушував кримінальну справу стосовно нинішнього соратника Порошенка Юрія Луценка).  .
З 2 вересня 2013 р. по  23 травня 2014 р. – доцент кафедри цивільного, господарського та кримінального права Інституту права та суспільних відносин Університету «Україна».
Кандидат юридичних наук з 2013 року. Дисертацію на тему "Кримінальне переслідування на досудових стадіях кримінального процесу" захистив 25 квітня 2013 р. у спеціалізованій вченій раді Відкритого міжнародного університету розвитку людини «Україна».
У червні 2014 р. прийнятий на роботу в Головну військову прокуратуру.
Призначений президентом на посаду начальника Головного слідчого управління СБУ 23 червня 2015 р.
Його попередником був генерал Вовк Василь Васильович.
Указом Президента України Володимира Зеленського 31 травня 2019 року увільнений зі займаної посади 

## Боротьба з сепаратизмом та екстремізмом
Торкаючись справи Луценка, Остафійчук заявив: "У 2008 році я дійсно порушив проти міністра внутрішніх справ справу за звинуваченням у заподіянні легких тілесних ушкоджень меру столиці. Пам'ятайте, Леонід Черновецький і Юрій Луценко побилися тоді в приймальні на Банковій після засідання РНБО? Коли забіяки помирилися, я закрив справу".
Зайнявши нову посаду, Остафійчук лише коротко перелічив свої поточні головні завдання: розслідування причин падіння малайзійського «Боїнга» над зоною бойових дій, справа про збитий бойовиками над Луганськом Іл-76, про конфіскацію великої партії героїну в Одеській області. Крім того, на контролі справу затриманих в зоні АТО російських військових. Скоро будуть направлені до суду матеріали розслідування діяльності великого чиновника Міністерства оборони, який займався постачанням армії і извлекавшего з цього чималу особисту вигоду. А ще є десятки справ щодо правопорушень, виявлених у зоні АТО. Цікаво, що зараз в офіційному розшуку значиться 460 бойовиків, які вчинили злочини на території так званих «ДНР» і «ЛНР». Їх затримали, судили, потім обміняли на наших солдатів. Але, згідно із законодавством, вони офіційно перебувають у розшуку. .
Остафійчук продовжував боротьбу з так званим "бесарабським сепаратизмом" в Одеській області, а також з угорським та русинським сепаратизмом у Закарпатській області. В цьому йому активно допомагав фахівець по Закарпаттю, його заступник Тиводар Богдан Михайлович.
Військове звання - генерал-майор. 
Кандидат в майстри спорту з дзюдо і самбо. 
Одружений, має сина.

## Основні праці
Має 21 публікацію, з них 16 наукового, 3 навчально-методичного характеру та 2 монографії, у т.ч. у фахових виданнях – 9, у міжнародних виданнях – 3. 
Після захисту дисертації опубліковано 11 праць, з них 5 у фахових виданнях, 3 навчально-методичного характеру та 2 монографії.
1.	Остафійчук Г.В. Кримінальне переслідування його теоретичні положення / Г.В.Остафійчук // Судебная власть и уголовный процесс. – 2013. - № 2. – С. 59–63 (Зарубіжне фахове видання).
2.	Остафійчук Г.В. Забезпечення процесуальних гарантій прав та свобод людини та громадянина слідчим суддею/ Г.В.Остафійчук // Зовнішня торгівля: економіка, фінанси, право. – 2014. – № 2. – С. 198–203 (Фахове видання).
3.	Остафійчук Г.В. Проведение негласных следственных (розыскных) действий в уголовном судопроизводстве Украины: элементы правовой основы/ Г.В.Остафійчук // Душанбе. Академия МВД Ташкента, 2014. – С. 88–93 (Зарубіжне фахове видання).
4.	Остафійчук Г.В. Процесуальні гарантії проведення слідчих (розшукових) дій / Г.В.Остафійчук // Лодзь, Польща / KELM Наука, освіта, управління. – 2014. – № 4 (8). – С. 217–229 (Зарубіжне фахове видання).
5.	Кримінальне судочинство. Загальна частина : курс лекцій/ Г. В. Остафійчук. – Харків: Ніка Нова, 2014. – 82 с.
6.	Кримінальне судочинство. Особлива частина : курс лекцій/ Г. В. Остафійчук. – Харків: Ніка Нова, 2014. – 52 с.
7.	Навчально-методичні матеріали до семінарських та практичних занять з дисципліни «Кримінальний процес»: галузь знань 0304 «Право»; спеціальність 6.030401 «Правознавство» / Г.В. Остафійчук. – К.: Відкритий міжнародний університет розвитку людини «Україна», 2014. – 76 с.
8.	Остафійчук Г.В. Представництво у кримінальному провадженні/ Г.В.Остафійчук // Право і суспільство. – 2015. – № 3. – С. 77–82 (Фахове видання).